# Live Undead
Live Undead er et live album af thrash metal-bandet Slayer. Det blev indspillet i New York i 1984 og udgivet gennem Metal Blade Records. Der er flere påstande om at dette ikke er et livealbum, men studieoptagelser tilsat støj fra publikum.[kilde mangler] Slayer har dog sagt at de indspillede albummet for et lille publikum i studiet.[kilde mangler] Bobby Steele fra The Undead navngav et album Live Slayer efter at have hørt dette album .

## Spor
1. "Black Magic" – 4:06
2. "Die by the Sword" – 3:52
3. "Captor of Sin" – 3:34
4. "The Antichrist" – 3:15
5. "Evil Has No Boundaries" – 2:59
6. "Show No Mercy" – 3:05
7. "Aggressive Perfector" – 2:27

Albummet er blevet genudgivet sammen med hele Haunting the Chapel ep'en.

## Musikere
- Tom Araya –  Bas, Sang
- Jeff Hanneman –  Guitar
- Kerry King –  Guitar
- Dave Lombardo –  Trommer

## Fodnoter
1. ↑  Discography of Official Undead Releases :: MisfitsCentral.com